# Rebecca West
Pour les articles homonymes, voir West.
Rebecca West (Londres, 21 décembre 1892 – Londres, 15 mars 1983), dont le véritable prénom est Cicely (qu'elle transformera plus tard en Cicily) Isabel Fairfield, est une femme de lettres et féministe anglo-irlandaise célèbre en tant que romancière. Autrice prolifique et éclectique, elle écrivit des essais et des articles pour The New Yorker, The New Republic, The Sunday Telegraph, et The New York Herald Tribune (en). Elle fut aussi une correspondante importante du Bookman.

## Biographie
Rebecca West est née à Londres. Son père, un journaliste irlandais, quitte sa mère écossaise — et meurt peu après — alors que Cecily n'est encore qu'une enfant. Le reste de la famille déménage à Édimbourg où elle reçoit son éducation au George Watson's College (en).  Elle suit des cours pour devenir actrice, prenant le nom de Rebecca West d'après Rosmersholm d'Henrik Ibsen.  Elle participe au mouvement des suffragettes avant la Première Guerre mondiale et travaille comme journaliste pour le Freewoman (en) et le The Clarion (en). Elle rencontre Wells en 1913, et leur relation dure dix ans. Ils ont un fils, Anthony West, mais Wells est déjà marié (pour la 2e fois). Il lui a également été attribué des relations avec Charlie Chaplin, Antoine Bibesco et le magnat de la presse Max Aitken.
En 1930, elle se marie à un banquier, Henry Maxwell Andrews, et ils restent ensemble jusqu'à sa mort en 1968. Avant et pendant la Seconde Guerre mondiale, Rebecca West voyage beaucoup, recueillant des matériaux pour des livres de voyages et politiques. Elle est présente au procès de Nuremberg. Son dernier ouvrage en tant qu'écrivain et femme de médias est le reflet de ces expériences.
Elle est nommée Commander of the Order of the British Empire (CBE) en 1949, et promue au rang de Dame Commander (DBE) en 1959.

## Œuvres romanesques
- The Return of the Soldier (en) (1918)
- The Judge (1922)
- Harriet Hume (1929)
- The Harsh Voice:Four Short Novels (1935)
- The Thinking Reed (1936)
- The Fountain Overflows (1957)
- The Birds Fall Down (1966)
- This Real Night (1984)
- Cousin Rosamund (1985)

## Essais, récits de voyage
- Henry James (1916)
- The Strange Necessity: Essays and Reviews (1928)
- St. Augustine (1933)
- Agneau noir et Faucon gris (1941), un classique de la littérature de voyage de 1 181 pages largement favorable aux Serbes donnant un compte-rendu de l'histoire et de l'ethnographie des Balkans et sur le sens du nazisme, structuré autour de son voyage en Yougoslavie en 1937.
- Tu ne feras point d'image taillée, traduction de Simone André-Maurois (1944), dans Les Dix commandements : Récits sur la guerre de Hitler contre la loi morale, recueil de nouvelles de Thomas Mann, Bruno Frank, John Erskine, Rebecca West, Sigrid Undset, Frantz Werfel, André Maurois, Jules Romains, Louis Bromfield et Hendrik Willem van Loon, Albin Michel, Paris.
- The Meaning of Treason (1949)
- The New Meaning of Treason (1964)
- A Train of Powder (1955)
- The Court and the Castle: some treatments of a recurring theme (1958)
- 2003 – Survivors in Mexico, œuvre posthume au sujet des deux voyages de Rebecca West au Mexique en 1966 et 1969, publié par Bernard Schweizer (Yale University Press)

## Traductions en français
- Agneau noir et Faucon gris : un voyage à travers la Yougoslavie, trad. de Black lamb and grey falcon : a journey through Yougoslavia par Gérard Joulié, l'Âge d'homme, 2000
- La Famille Aubrey, trad. de The fountain overflows par Anne Marcel, éd. Autrement, 1996
- Femmes d'affaires, trad. de The harsh voice Claudine Richetin, Rivages, 1995
- Le Retour du soldat, trad. de The Return of the soldier par Simone Arous, B. Grasset, 1984